# Panjange
Genre
Panjange est un genre d'araignées aranéomorphes de la famille des Pholcidae.

## Distribution
Les espèces de ce genre se rencontrent en Asie du Sud-Est, en Nouvelle-Guinée et en Australie.

## Liste des espèces
Selon World Spider Catalog (version 20.0, 23/01/2019) :
- Panjange alba Deeleman-Reinhold & Deeleman, 1983
- Panjange bukidnon Huber, 2015
- Panjange camiguin Huber, 2015
- Panjange casaroro Huber, 2015
- Panjange cavicola Deeleman-Reinhold & Deeleman, 1983
- Panjange dinagat Huber, 2015
- Panjange dubia (Kulczyński, 1911)
- Panjange hamiguitan Huber, 2015
- Panjange isarog Huber, 2015
- Panjange lanthana Deeleman-Reinhold & Deeleman, 1983
- Panjange madang Huber, 2011
- Panjange malagos Huber, 2015
- Panjange marilog Huber, 2015
- Panjange mirabilis Deeleman-Reinhold, 1986
- Panjange thomi Huber, 2019
- Panjange togutil Huber, 2019

## Publication originale
- Deeleman-Reinhold & Deeleman, 1983 : Studies on tropical Pholcidae I: Panjange, a new genus of Indo-australian leaf- and rock-dwelling pholcid spiders (Araneae). Zoologische Mededelingen (Leiden), vol. 57, p. 121-130 (texte intégral).